# Zbigniew Szlezer
Zbigniew Szlezer   (12 de maig de 1922 - Cracòvia, 16 d'abril de 2011) fou un violinista i pedagog musical polonès.

## Biografia
Els anys 1978–1981 va ser degà del Departament d'Instruments de l'Acadèmia de Música de Cracòvia. També fou vicerector d'aquesta acadèmia, cap del Departament de violí i viola i cap del Departament de música de cambra (1975-1981). Des del 1955 també va ensenyar a l'Escola Superior de Música de l'Estat Fryderyk Chopin a Cracòvia (actualment Escola de Música Secundària General de l'Estat F. Chopin).
Els seus estudiants eren, entre d'altres Daniel Stabrawa, Krzysztof Śmietana, Zbigniew Paleta, Zbigniew Pilch, Barbara Stuhr i Mieczysław Szlezer.
Com a jurat, va participar en les obres de concursos de violí. Del Concurs Internacional de Violí Henryk Wieniawski a Poznań i el Concurs internacional per a joves violinistes de Lublin.
Estava casat amb un pianista, professor de l'Acadèmia de Música de Cracòvia, Zofia Zagajewska-Szlezer (1926-2017). El seu fill Mieczysław Szlezer és violinista i el seu net Marek Szlezer és pianista.
Va morir als 89 anys. Va ser enterrat al cementiri de Rakowicki a Cracòvia.